# Sadkî, Radomîșl
Sadkî (în ucraineană Садки) este un sat în comuna Makalevîci din raionul Radomîșl, regiunea Jîtomîr, Ucraina.

## Demografie
Componența lingvistică a localității Sadkî
     Ucraineană (93,85%)
     Rusă (6,15%)
Conform recensământului din 2001, majoritatea populației localității Sadkî era vorbitoare de ucraineană (93,85%), existând în minoritate și vorbitori de rusă (6,15%).